# Шведов Денис Едуардович
Дени́с Едуа́рдович Шве́дов  (рос. Денис Эдуардович Шведов; нар. 24 листопада 1981, Москва, РСФСР, СССР) — російський актор театру та кіно.

## Біографія
Денис Шведов народився 24 листопада 1981 року в Москві. Проживав з мамою та молодшою сестрою (нар. 1983) в районі станції метро «ВДНХ».
З чотирнадцяти років професійно грав у регбі. Після травми і довготривалого відновлення надолужити згаяне було досить складно, тому у віці вісімнадцяти років Денису довелося піти зі спорту.
В 2006 році закінчив Вище театральне училище імені М. С. Щепкіна при Державному академічному Малому театрі Росії (художній керівник курсу — Афонін Микола Миколайович) та був прийнятий до трупи Російського академічного молодіжного театру (РАМТ) в Москві, де служить і понині.
Активно знімається в художніх фільмах і телесеріалах, озвучує документальне кіно та героїв комп'ютерних ігор.
14 вересня 2013 року Денис Шведов отримав приз за кращу чоловічу роль на XI Міжнародному кінофестивалі країн Азіатсько-Тихоокеанського регіону (АТР) «Меридіани Тихого» у Владивостоці за роль майора поліції Сергія Соболєва в кримінальній драмі «Майор» (2013) режисера та сценариста Юрія Бикова.

### Особисте життя
- Дружина (з 2016 року[7]) — Олександра Розовська[ru] (нар. 1988), актрорка Російського академічного молодіжного театру (РАМТ), донька театрального режисера, драматурга, сценариста Марка Розовського (нар. 1937).
  - донька (нар. 2016)[8].
  - син (нар. 8 квітня 2018).

## Ролі в театрі

#### Російський академічний молодіжний театр
- 1989 — «Пригоди Тома Соєра» Марка Твена. Режисер: Д. Кренні — Енди Тернер, лоцман
- 2001 — «Лоренцаччо» Альфреда де Мюссе. Режисер: Олексій Бородін — Джулиано Сальвиати
- 2002 — «Ераст Фандорін» Бориса Акуніна. Режисер: Олексій Бородін — Георг
- 2004 — «Вишневий сад» А. П. Чехова. Режисер: Олексій Бородін — Поштовий чиновник
- 2004 — «Ідіот» Ф. М. Достоєвського. Режисер: Режис Обадіа — Фердищенко, поручик Келлер
- 2005 — «Суто англійський привид» Оскара Вайлда. Режисер: Олександр Назаров — Містер Хірам Б. Отіс
- 2006 — «Попелюшка» Євгенія Шварца. Режисер: Олексій Бородін — Лісник
- 2007 — «Берег утопії[ru]» Тома Стоппарда. 3 частина. Викинуті на берег. Режисер: Олексій Бородін — Поліцейський
- 2008 — «Червоне і чорне» Стендаля. Режисер: Юрій Єрьомін[ru] — Круазнуа, граф
- 2008 — «Мартін Іден» Джека Лондона. Режисер: Андрій Василєв[ru] — Мартін Іден
- 2009 — «Пригоди капітана Врунгеля» Андрія Некрасова. Режисер: Борис Гранатов — Матрос Лом
- 2010 — «Думайте про нас» Євгенія Клюєва[ru]. Режисер: Володимир Богатирьов[ru] — Перший вартовий
- 2010 — «Чехов-GALA» А. П. Чехова. Режисер: Олексій Бородин — Нюнін
- 2011 — «Дон Кіхот» Мігеля де Сервантеса. Режисер: Юіий Єремін — Дон Кіхот
- 2015 — «Берег утопії[ru]» Тома Стоппарда. Режисер: Олексій Бородін — Михайло Бакунін, син Олександра Бакуніна, російський емігрант

## Фільмографія
| Рік  |   | Українська назва               | Оригінальна назва | Роль                                                               |
| ---- | - | ------------------------------ | ----------------- | ------------------------------------------------------------------ |
| 2007 | с | Слабкості сильної жінки        |                   | епізод                                                             |
| 2007 | с | Королі гри                     |                   | Констянтин Ожиганов, батько Соні                                   |
| 2007 | ф | Слуга государів                |                   | шляхтич                                                            |
| 2008 | с | Тетянин день                   |                   | Анатолій, лікар                                                    |
| 2008 | ф | Добра подруга для всіх         |                   | Саша Снєгірьов, відомий письменник                                 |
| 2008 | ф | Олександр. Невська битва       |                   | Сбислав Якунович, новгородський посадник                           |
| 2009 | с | Одного разу буде кохання       |                   | Антон                                                              |
| 2009 | ф | Із життя капітана Черняєва     |                   | Кусто                                                              |
| 2010 | ф | Жити                           |                   | Андрій                                                             |
| 2011 | ф | Про що ще розмовляють чоловіки |                   | Боря, співробітник ФСБ                                             |
| 2011 | ф | Бути чи не бути                |                   |                                                                    |
| 2011 | с | Інкасатори                     |                   | Сергій Хромов, інкасатор                                           |
| 2013 | ф | Майор                          |                   | Сергій Соболєв, майор поліції                                      |
| 2014 | ф | Авантюристи                    |                   | Андрій, банківський клерк                                          |
| 2014 | с | Мажор                          |                   | Данило Іванович Корольов, старший лейтенант поліції                |
| 2015 | ф | Невловимі                      |                   | Сергій Полянський, впливовий бізнесмен                             |
| 2015 | ф | Пристойні люди                 |                   | «Сиплий»                                                           |
| 2015 | ф | Сніг і попіл                   |                   | Микола Урусов, майор Головного розвідуправління Генерального штабу |
| 2015 | с | Зради                          |                   | Микита Міхалков, коханець Асі, інспектор ДПС                       |
| 2015 | с | Метод                          |                   | Ігор Бойко, скінхед                                                |
| 2015 | ф | Метаморфозис                   |                   | Володимир                                                          |
| 2015 | ф | Москва, я терплю тебе          |                   | Володимир Тихонович                                                |
| 2016 | с | Мажор 2                        |                   | Данило Іванович Корольов, старший лейтенант поліції                |
| 2016 | с | Біжи!                          |                   | Микола Маркін, капітан поліції                                     |
| 2016 | ф | Танці усмерть                  |                   | «Сірий», чемпіон одного з попередніх танцювальних турнірів         |
| 2016 | с | Що й потрібно довести          |                   | Олег Михайлович Ширяєв, капітан поліції, слідчий                   |
| 2016 | ф | Невловимі:Бангкок              |                   | Сергій Полянський, впливовий бізнесмен                             |
| 2017 | с | Наліт                          |                   | Павло Карпенко                                                     |
| 2017 | ф | Життя попереду                 |                   | Ігор, бандит, друг Григорія Кисельова («Киселя»)                   |
| 2017 | ф | Шлях крізь сніги               |                   | Денис Гордєєв                                                      |
| 2017 | с | Колишні                        |                   | Ілля, новый психолог-консультант                                   |
| 2017 | с | Лікар Преображенський          |                   | Лев Преображенський                                                |
| 2017 | ф | Молоко                         |                   | Сірьожа                                                            |
| 2017 | ф | Рейк                           |                   | Петро Ігорович                                                     |
| 2018 | ф | Завод                          |                   | Олексій («Сідий»)                                                  |

### Озвучення комп'ютерних ігор
- 2009 — Anno 1404 — Куно фон Ремболд, Ібн аль-Хакім
- 2011 — The Elder Scrolls V: Skyrim — Вілкас, Ралоф, Ярл Балгруф, епізодичні персонажі-норди.
- 2012 — Diablo III — брат Малахія / Гейн / Андреус, цілитель
- 2015 — The Witcher 3: Wild Hunt — Йорунд із Аринбьорна